# Edenhausen (Aindling)
Edenhausen ist ein Gemeindeteil von Aindling im schwäbischen Landkreis Aichach-Friedberg in Bayern. Das Dorf liegt circa zwei Kilometer nördlich von Aindling zwischen Bach und Pichl. Der Ortsteil hatte am 1. Januar 2023 200 Einwohner.

## Geschichte
Am 1. April 1928 wurden die bis dahin selbstständigen Gemeinden Edenhausen und Eisingersdorf nach Pichl eingemeindet. Diese wurde mit den Ortsteilen Eisingersdorf und Edenhausen am 1. Oktober 1971 im Zuge der Gebietsreform nach Aindling eingemeindet.

## Sehenswürdigkeiten
Siehe: Liste der Baudenkmäler in Edenhausen